# Marco Aurelio Fontana
Marco Aurelio Fontana (Giussano, província de Monza i Brianza, 12 d'octubre de 1984) és un ciclista de muntanya italià, especialitzat en el ciclisme de muntanya i en el ciclocròs.
Ha participat en tres edicions dels Jocs Olímpics, aconseguint una medalla de bronze als Jocs de Londres de 2012 en Camp a través.

## Palmarès en ciclisme de muntanya
- 2009
  -  Campió del món en Camp a través per relleus (amb Gerhard Kerschbaumer, Eva Lechner i Cristian Cominelli)
  -  Campió d'Itàlia en Camp a través
- 2010
  -  Campió d'Itàlia en Camp a través
- 2011
  -  Campió d'Itàlia en Camp a través
- 2012
  -  Medalla de plata als Jocs Olímpics de Londres en Camp a través
  -  Campió del món en Camp a través per relleus (amb Beltain Schmid, Eva Lechner i Luca Braidot)
  -  Campió d'Itàlia en Camp a través
- 2013
  -  Campió del món en Camp a través per relleus (amb Gerhard Kerschbaumer, Eva Lechner i Gioele Bertolini)
  -  Campió d'Europa en Camp a través per relleus (amb Gerhard Kerschbaumer, Eva Lechner i Gioele Bertolini)

## Palmarès en ciclocròs
- 2007-2008
  -  Campió d'Itàlia en ciclocròs
- 2009-2010
  -  Campió d'Itàlia en ciclocròs
- 2010-2011
  -  Campió d'Itàlia en ciclocròs
- 2011-2012
  -  Campió d'Itàlia en ciclocròs
- 2012-2013
  -  Campió d'Itàlia en ciclocròs
- 2013-2014
  -  Campió d'Itàlia en ciclocròs
- 2014-2015
  -  Campió d'Itàlia en ciclocròs